# Collatio
Se denomina "collatio" o colación a la descripción física de un texto, varía según los tipos de documentos que se esté describiendo.

## Ecdótica
En crítica textual, a la fase preparatoria para la realización de una edición crítica que sigue a la recensio.
La collatio consiste en la comparación sistemática entre sí del contenido de todos los materiales existentes de la tradición diplomática directa de un texto, uno por uno, para jerarquizar y relacionar dichos materiales.
En este proceso, deben anotarse minuciosamente las variantes ofrecidas por los distintos materiales y todos los detalles que puedan resultar de interés, para así poder establecer las relaciones de dependencia entre ellos: saltos de igual a igual, trasposiciones de palabras o de líneas, lagunas y diversos errores.
Si se presentan dificultades en la comparación de los textos en toda su extensión, se seleccionan una serie de loci critici, es decir, una serie de fragmentos que sean especialmente significativos por sus destacadas corrupciones textuales.

## Libros impresos
En bibliografía se denomina colación a la  descripción física de un libro: paginación, dimensiones o material complementario.
Para libros antiguos es la enumeración de los cuadernillos que componen el libro numerados o con las letras que se usan para las signaturas tipográficas y el número de páginas que lo forman como superíndice. Y está relacionado con el registro que se incluía en los libros antiguos con el colofón.